# Samba (pel·lícula de 2014)
Samba (títol original en francès: Samba) és una pel·lícula de drama-comèdia francesa coescrita i dirigida per Olivier Nakache i Éric Toledano. És la segona col·laboració entre Omar Sy i els directors Nakache i Toledano després de la pel·lícula de 2011, Intocable.
La pel·lícula es va estrenar el 7 de setembre, al Festival Internacional de Cinema de Toronto de 2014. Va ser estrenada el 15 d'octubre de 2014 a França, i el 24 de juliol de 2015 als EUA. Ha estat doblada al català.

## Argument
Samba Cissé (Omar Sy) és un immigrant senegalès que arriba a França, a treballar de rentaplats en un hotel. En una relliscada burocràtic s'ordena la seva deportació, i amb l'ajuda d'una agent d'immigració (Charlotte Gainsbourg) lluita per quedar-se a França.

## Repartiment
- Omar Sy: Samba Cissé
- Charlotte Gainsbourg: Alice
- Tahar Rahim: Wilson
- Izïa Higelin: Manu
- Hélène Vincent: Marcelle
- Liya Kebede: Magali
- Olivier Nakache: l'amfitrió de club
- Eric Toledano: el cambrer

## Recepció
La pel·lícula va generar crítiques mixtes. A Rotten Tomatoes ha rebut crítiques positives del 50%, amb 5.5 de puntuació sobre 10.
Peter Debruge de la revista Variety diu que la pel·lícula "és elegant, i interessant film francès d'alt pressupost", dient que Omar Sy és una de les personalitats franceses amb millor magnetisme en pantalla ". Sam Woolf també va elogiar el film.Samba
Tot i així, Jordan Mintzer del Hollywood Reporter va criticar la trama de la pel·lícula: "el missatge de la pel·lícula es perd entre tantes circumstàncies artificials.", Crítica similar a la que li va atorgar Mark Adams.